# One-step
One-step – taniec towarzyski w takcie 2/4, w stylu ragtime, szybszy od fokstrota. Powstał w Nowym Jorku i wyróżniał się spokojnym krokiem. Modny w latach 1910–1920 w Ameryce i Europie. Z tańca tego wyewoluował quickstep.